# Danville Township (Missouri)
Pour les articles homonymes, voir Danville Township.
Danville Township est un ancien township, situé dans le comté de Montgomery, dans le Missouri, aux États-Unis,.
Le township est baptisé en référence à la communauté de Danville (en).

### Source de la traduction
- (en) Cet article est partiellement ou en totalité issu de l’article de Wikipédia en anglais intitulé « Danville Township, Montgomery County, Missouri » (voir la liste des auteurs).